# Cylindromyia arator
Cylindromyia arator là một loài ruồi trong họ Tachinidae.